# Пшеничное (Одесская область)
Пшеничное (укр. Пшеничне) — село, относится к Саратскому району Одесской области Украины.
Население по переписи 2001 года составляло 439 человек. Почтовый индекс — 68214. Телефонный код — 4848. Занимает площадь 0,7 км². Код КОАТУУ — 5124587202.

## Местный совет
68213, Одесская обл., Саратский р-н, с. Фараоновка, ул. Ленина

## История
Лютеранский хутор Фрейденфельд основан в 1879 г.
В 1945 г. Указом ПВС УССР село Морузени переименовано в Михайловку.
Указом ПВС УССР от 1977 г. село переименовано в Пшеничное.